# Allium chalcophengos
Allium chalcophengos — вид трав'янистих рослин родини амарилісові (Amaryllidaceae), поширений у Тибеті й Китаї — Юньнань, Сичуань.

## Поширення
Поширений у Тибеті й Китаї — Юньнань, Сичуань.